# 蘇利亞山
蘇利亞山(英語：Mount Zulia(or Losolia))是非洲國家烏干達的高山，位於該國東北部基代波河谷國家公園，毗鄰莫龍戈萊山，海拔高度2,149米，山區部分森林屬於受保護區域。